# TMC8
TMC8‏ (Transmembrane channel like 8) هوَ بروتين يُشَفر بواسطة جين TMC8 في الإنسان.